# Olga Šťastná
Olga Štastná rozená Olga Sadílková (anglicky Olga Stastny, 13. září 1878 Wilber – 21. srpna 1952 Omaha) byla česko-americká lékařka, aktivistka, spolková činovnice, sufražetka a feministka. Stala se jednou z prvních žen českého původu absolvujících ve Spojených státech medicínu a posléze se prostřednictvím spolkových organizací zasazovala o rovnoprávnost mezi lékaři a lékařkami. Absolvovala rovněž několik zdravotnických misí v Evropě a během 20. let 20. století po několik let pobývala v Československu.

## Život

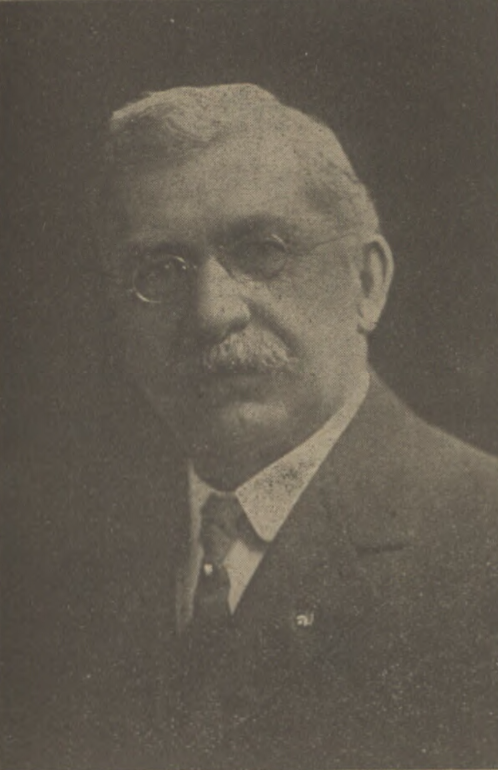
Otec František Sadílek

### Mládí
Narodila se v malém městě Wilber v okrese Saline County ve státě Nebraska na americkém středozápadě, kde v té době žila početná česká komunita, v rodině českých emigrantů Františka Sadílka a jeho manželky Terezie, rozené Jurkové. Otec pocházel z Ledče nad Sázavou a do Spojených států odešel roku 1868, matka se narodila českým emigrantům v Chicagu. František Sadílek byl velmi činný v českoamerické komunitě v Nebrasce a posléze se roku 1883 stal též členem Sněmovny reprezentantů státu Nebraska.
Olga se v sedmnácti letech v roce 1895 provdala za Čechoameričana Karla Šťastného, emigranta z Čech, který posléze studoval medicínu a pracoval jako zubař. Měli spolu dvě děti. Šťastný manželku podporoval v rozhodnutí pokusit se složit přijímací zkoušky ke studiu medicíny. V roce 1907, když mu bylo 38 let, však zemřel po nezdařené operaci žlučníku.

### Lékařkou
S podporou rodiny z manželovy životní pojistky a honorářů za příspěvky do česky psaných česko-amerických novin se Šťastná nakonec přihlásila ke studiu medicíny na University of Nebraska v Omaze, kterou zdárně absolvovala roku 1913. Stala se tak jednou z prvních Čechoameričanek, které vystudovaly medicínu (v českých zemích v područí Rakouska-Uherska se ve stejné době ženy zasazovaly o samotnou možnost řádného univerzitního studia a tehdejší počet vystudovaných lékařek se pohyboval okolo dvaceti). Po dobu jednoho roku se pak přestěhovala i s dětmi do Bostonu, kde pracovala ve zdejší nemonici New England Hospital. Roku 1914 se pak vrátila do Nebrasky a zřídila si soukromou praxi v Omaze, rovněž místa s velkou českou komunitou. Výrazně se začala angažovat ve věci zrovnoprávnění příležitostí pro muže a ženy v medicíně. Roku 1915 spolupracovala s ženským spolkem Chicago Womens Club na otevření nemocnice Mary Thompson Hospital v Chicagu, kde byly ženy-lékařky hojně personálně zastoupeny. Rovněž byla soustředěna v nově vzniknuvší organizaci American Medical Women Association (AMWA) soustřeďující americké lékařky. Jako jedna z prvních lékařek se ve své praxi zaměřila na ženské lékařství.

### V Evropě
Po zapojení USA do první světové války roku 1917 se prostřednictvím AMWA se zasazovala o nasazení lékařek a zdravotnic na západní frontě války, ve Francii. Sama se přitom ucházela o možnost do Evropy vycestovat, její žádost ale byla několikrát zamítnuta (nejspíše z důvodu tehdejší nedůvěry armádních kruhů v ženy-lékařky). Do Francie nakonec odcestovala až po skončení války roku 1919, čímž nakonec nebyla naplněna její ambice pomoci při bojovém dění. Zde působila mj. jako anestezioložka ve městě Luzancy. S organizaci American Womens Hospitals (AWH) se s její První skupinou podílela na zdravotnické péči při obnově regionu Seine-sur-Maire západně od Paříže. Rovněž sympatizovala s myšlenkou vzniku samostatného Československa, uskutečněného s koncem války roku 1918.
V červnu 1919 se během zotavování se z krátké nemoci v Paříži seznámila s Alicí Masarykovou, dcerou T. G. Masaryka, která Šťastou získala pro zdravotnickou a osvětovou práci v nově vzniknuvší ČSR. Podílela se na vzniku Československého červeného kříže, kterému A. Masaryková předsedala, dále Masarykovy ligy proti tuberkulose sponzorované Rockefellerovou nadací, dámského odboru katolické tělovýchovné organizace YMCA a dalších. Asistovala rovněž se založením zdravotní školy pro zdravotní sestry v Praze. Pořádala přednášky napříč ČSR, kde mj. tématizovala otázky hygieny či problematiku partnerské a sexuální výchovy, na žádost československého Ministerstva národního zdraví absolvovala také několik svých přednášek pro dospívající dívky v odlehlých částech Slovenska. Do USA se navrátila roku 1921 poté, co její syn Robert zahynul při leteckém neštěstí ve stroji, který sám pilotoval.

### Řecká uprchlická krize

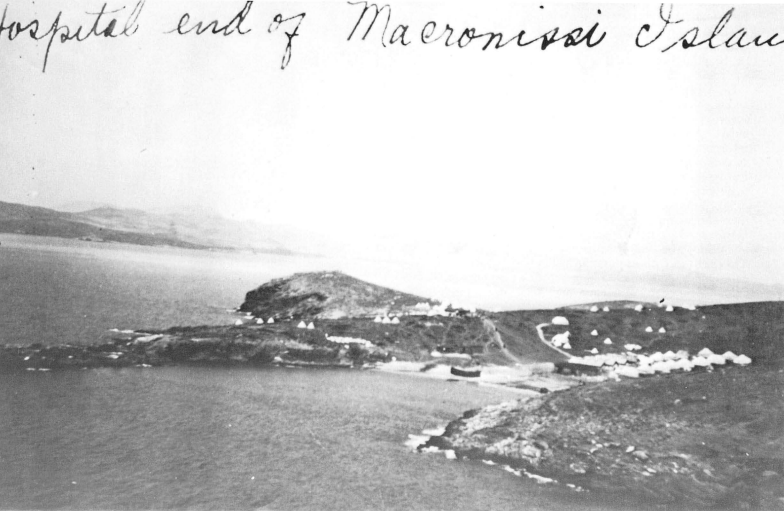
Karanténní nemocnice na ostrově Makronisos

K opětovnému návratu do Evropy se Šťastná rozhodla roku 1923 kvůli vzdělávacímu pobytu na lékařských klinikách v Praze a Berlíně. Zde ji v listopadu 1923 zastihla výzba odsdružení American Womens Hospitals ke zdravotnické misi na řeckých ostrovech, kam začali prchat statisíce křesťanských uprchlíků z Turecka v důsledku nástupu nacionalistické vlády Mustafy Kemala. Šťastná začala na přelomu roku 1923 a 1924 působil v uprchlickém táboře na ostrově Loutraki, zásobovaného mj. Americkým Červeným křížem, kde jako šéfka zdravotnické sekce pomáhala zvládnout epidemii tyfu[nepřesný odkaz]. Posléze se přesunula na ostrov Macronisos, kde působila jako vedoucí zdravotní sekce zdejšího karanténního tábora, rozděleného na několik sekcí podle onemocnění pacientů. Ještě v roce 1924 se vrátila zpět do Nebrasky, což mělo být vynuceno její nákazou malárií.

### Zpět v USA
Za své zásluhy během této krize byla oceněna řeckým velkokřížem Řádu krále Jiřího. Její nasazení rovněž osobně ocenila americká lékařka a feministka Esther Pohl Lovejoy. Roku 1925 byla přijata jako odborná asistentka na fakultu medicíny na University of Nebraska, nadále provozovala lékařskou praxi v Omaze. V pozdějších letech působila též jako předsedkyně organizace AMWA. V této funkci se mj. zasazovala o možnost práce žen při bojových nasazeních, čehož bylo částečně dosaženo po vstupu Spojených států do druhé světové války v prosinci roku 1941.

### Úmrtí
Olga Šťastná zemřela 21. srpna 1952, patrně v Nebrasce, ve věku 73 let. Pohřbena byla na českém hřbitově ve Wilberu.